# Norman Thomas di Giovanni
Norman Thomas di Giovanni (3 de octubre de 1933-16 de febrero de 2017) fue un traductor y editor estadounidense conocido por su colaboración con el poeta y escritor argentino Jorge Luis Borges.

## Biografía
Di Giovanni nació en Newton, Massachusetts, en 1933, hijo de Leo di Giovanni, un diseñador paisajista, y Pierina Fontecchio, obrera fabril. Llamaron al niño Norman Thomas en honor a un dirigente del Partido Socialista de América. Di Giovanni estudió lenguas románicas en el Antioch College, de donde se graduó en 1955. Durante los diez años que siguieron, colaboró con el poeta español Jorge Guillén, que enseñaba por entonces en el Wellesley College, como editor de una colección de cincuenta de los poemas de Guillén traducidos al inglés por once poetas-traductores, incluido el propio di Giovanni. La colección fue publicada en 1965 como Cántico: a Selection.
Di Giovanni y Jorge Luis Borges se conocieron en 1967, mientras Borges enseñaba poesía en la Universidad de Harvard. Di Giovanni le propuso colaborar en una edición de los poemas de Borges de manera similar a lo que había hecho en Cántico. Doce poetas-traductores contribuyeron a la obra, incluyendo a John Updike (que trabajó sobre una traducción literal de di Giovanni). Las traducciones aparecieron inicialmente por entregas en The New Yorker, y fueron publicadas en forma de libro en 1972 con el título Selected Poems, 1923–1967, en una edición bilingüe.
Después de regresar a Buenos Aires, Borges invitó a di Giovanni a reunirse con él allí y empezar a trabajar juntos en versiones inglesas de diez de sus libros. El primer producto de esta colaboración, The Book of Imaginary Beings (traducción de El libro de los seres imaginarios), fue publicado por E.P. Dutton and Company en 1969. Di Giovanni relata este período de colaboración en su libro The Lesson of the Master (2003).
En una entrevista en el Instituto de Tecnología de Massachusetts en abril de 1980, Borges dijo que Norman Thomas di Giovanni afirmaba que sus traducciones eran mejores que los originales. Borges compartía esta opinión.
Después de la muerte de Borges, su viuda María Kodama renegoció los derechos de traducción al inglés de sus obras. Entre otras cosas, Kodama rescindió un acuerdo entre Borges y di Giovanni según el cual las regalías de varias traducciones en las cuales habían colaborado debían repartirse igualmente entre autor y traductor. Se le encargaron traducciones nuevas a Andrew Hurley para reemplazar las de di Giovanni, que se dejaron de publicar.
Di Giovanni escribió la novela Novecento, publicada en los Estados Unidos y el Reino Unido como 1900, basándose en la película del mismo nombre de Bernardo Bertolucci.  Luego de vivir en Inglaterra muchos años, adquirió la ciudadanía británica en 1992.  Murió en Bournemouth en 2017, a la edad de 83 años. Lo sobreviven su exesposa Heather Booth (con quien se había casado en Buenos Aires en 1969, con Borges y su entonces esposa Elsa como testigos), sus dos hijos, Tom y Derek, y su pareja Susan Ashe.

## Obras

### Traducciones de Borges
- The Book of Imaginary Beings  (1969)
- The Aleph and Other Stories (1933-1969) (Cape, 1971. ISBN 978-0224005845)
- Doctor Brodie’s Report  (1972)
- Selected Poems (1923-1967)  (1972)
- A Universal History of Infamy (E. P. Dutton, 1972)
- Borges on Writing  (1973)
- In Praise of Darkness  (1974)
- The Congress (1974)
- The Book of Sand (E. P. Dutton, 1977)
- Chronicles of Bustos Domecq (con Adolfo Bioy Casares) (Dutton, 1979. 0-525-47548-6)
- Six Problems for don Isidro Parodi (1981)
- Evaristo Carriego (1984)